# Grover Jones
Grover Jones (Rosedale (Indiana), 15 de noviembre de 1893 – Hollywood, 24 de septiembre de 1940) fue un director de cine y guionista estadoundiense - a menudo asociado a  William Slavens McNutt.  Escribió más de 100 películas desde 1920 hasta su muerte. También fue crítico de cine y un prolífico escritor de obras cortas. es padre de la pionera del polo Sue Sally Hale.

## Filmografía seleccionada
Como director
- Slow as Lightning (1923)
- The Iron Mule (1925) (codirigida con Fatty Arbuckle)

Como guionista
- Easy Going Gordon de Duke Worne (1925)
- The Patent Leather Pug de Albert S. Rogell (1925)
- The Merry Cavalier de Noel M. Smith (1926)
- What a Night! de Edward Sutherland (1928)
- El virginiano (The Virginian) de Victor Fleming (1929)
- Paraíso peligroso (Dangerous Paradise) de William A. Wellman (1930)
- Las aventuras de Tom Sawyer (Tom Sawyer) de John Cromwell (1930)
- Huckleberry Finn de Norman Taurog (1931)
- Ladies of the Big House de Marion Gering (1931)
- Un ladrón en la alcoba (Trouble in Paradise) de Ernst Lubitsch (1932)
- Si yo tuviera un millón (If I Had a Million) (1932)
- El retador (Lady and Gent) de Stephen Roberts (1933)
- La mujer preferida (One Sunday Afternoon) de Stephen Roberts (1933)
- Limehouse Blues de Alexander Hall (1934)
- Os presento a mi esposa (Behold My Wife!) de Mitchell Leisen (1934)
- Tres lanceros bengalíes (The Lives of a Bengal Lancer) de Henry Hathaway (1935)
- El camino del pino solitario (The Trail of the Lonesome Pine) de Henry Hathaway (1936)
- La vía láctea (The Milky Way) de Leo McCarey (1936)
- Almas en el mar (Souls at Sea) de Henry Hathaway (1937)
- Capitán Furia (Captain Fury) de Hal Roach (1939)
- Mando siniestro (Dark Command) de Raoul Walsh (1940)
- Lincoln en Illinois (Abe Lincoln in Illinois) de John Cromwell (1940)
- El capitán cautela (Captain Caution) de Richard Wallace (1940)
- Hace un millón de años (One Million B.C) de Hal Roach (1940)
- Gente alegre (A Girl, a Guy, and a Gob)de Richard Wallace (1941)
- El pastor de las colinas (The Shepherd of the Hills) de Henry Hathaway (1941)

## Premios y distinciones
Premios Óscar
| Año  | Categoría        | Película                | Resultado |
| ---- | ---------------- | ----------------------- | --------- |
| 1933 | Mejor argumento  | El retador              | Nominado  |
| 1936 | Mejor adaptación | Tres lanceros bengalíes | Nominado  |